# یواس‌اس هرکول (پی‌اچ‌ام-۲)
یواس‌اس هرکول (پی‌اچ‌ام-۲) (به انگلیسی: USS Hercules (PHM-2)) یک کشتی بود که طول آن ۱۳۳ فوت (۴۱ متر) بود. این کشتی در سال ۱۹۸۲ ساخته شد.